# Lassance
Lassance – miasto i gmina w Brazylii, w stanie Minas Gerais.